# Ladislao Pérez
Ladislao Pérez (fl. XX secolo) è stato un calciatore uruguaiano, di ruolo attaccante.

## Carriera

### Club
Giocò sempre nel campionato uruguaiano.

### Nazionale
Con la propria Nazionale si laureò campione continentale nel 1923.

## Palmarès

### Nazionale
- Campeonato Sudamericano de Football: 1

Uruguay 1923